# Différences divisées
En mathématiques, les différences divisées correspondent à une discrétisation des dérivées successives d'une fonction. Ce sont des quantités définies et calculées de manière récursive en généralisant la formule du taux d'accroissement. Elles sont utilisées en particulier en interpolation newtonienne.

## Définition
Étant donnés {\displaystyle n+1} points
{\displaystyle (x_{0},y_{0}),\ldots ,(x_{n},y_{n}),}
d'abscisses distinctes, les différences divisées sont définies de la manière suivante :
{\displaystyle [y_{\nu }]=y_{\nu }\qquad (\nu =0,\ldots ,n)}
{\displaystyle [y_{\nu },\ldots ,y_{\nu +j}]={\frac {[y_{\nu +1},\ldots y_{\nu +j}]-[y_{\nu },\ldots y_{\nu +j-1}]}{x_{\nu +j}-x_{\nu }}}\qquad (j=1,\ldots ,n,\qquad \nu =0,\ldots ,n-j).}
Pour toute fonction {\displaystyle f} telle que {\displaystyle y_{i}=f(x_{i})\qquad (i=0,\ldots ,n)}, on note parfois {\displaystyle f[x_{0},\dots ,x_{n}]} la différence divisée {\displaystyle [y_{0},\dots ,y_{n}]}.

## Propriétés
D'après le théorème d'interpolation de Newton, la différence divisée associée à {\displaystyle n+1} points est égale au coefficient de degré {\displaystyle n} du polynôme d'interpolation de Lagrange de ces points. Autrement dit :
{\displaystyle [y_{0},\dots ,y_{n}]=\sum _{j=0}^{n}{\frac {y_{j}}{\prod _{0\leq i\leq n,\,i\neq j}(x_{j}-x_{i})}}}.
Cette égalité a des conséquences remarquables :
- invariance par permutation des indices : {\displaystyle f[x_{\sigma (0)},\dots ,x_{\sigma (n)}]=f[x_{0},\dots ,x_{n}]\quad (\sigma \in S_{\{0,\dots ,n\}})} ;
- linéarité : {\displaystyle (af+bg)[x_{0},\dots ,x_{n}]=a\,f[x_{0},\dots ,x_{n}]+b\,g[x_{0},\dots ,x_{n}]} ;
- règle de Leibniz : {\displaystyle (fg)[x_{0},\dots ,x_{n}]=\sum _{j=0}^{n}f[x_{0},\dots ,x_{j}]g[x_{j},\dots ,x_{n}]} ;
- théorème de la moyenne : pour n ≥ 1 et {\displaystyle x_{0}<\dots <x_{n}}, si {\displaystyle f} est de classe Cn–1 sur {\displaystyle [x_{0},x_{n}]} et possède une dérivée n-ième sur {\displaystyle ]x_{0},x_{n}[}, il existe {\displaystyle c\in ]x_{0},x_{n}[} tel que{\displaystyle f[x_{0},\dots ,x_{n}]={\frac {f^{(n)}(c)}{n!}}}.

## Exemples
Les premières itérations donnent :
Ordre 0 : {\displaystyle [y_{0}]=y_{0}}
Ordre 1 : {\displaystyle [y_{0},y_{1}]={\frac {y_{1}-y_{0}}{x_{1}-x_{0}}}}
Ordre 2 : {\displaystyle [y_{0},y_{1},y_{2}]={\frac {{\frac {y_{2}-y_{1}}{x_{2}-x_{1}}}-{\frac {y_{1}-y_{0}}{x_{1}-x_{0}}}}{x_{2}-x_{0}}}}
Pour expliciter le processus récursif, les différences divisées peuvent être calculées en les disposant de la manière suivante dans un tableau :
{\displaystyle {\begin{matrix}x_{0}&y_{0}=[y_{0}]&&&\\&&[y_{0},y_{1}]&&\\x_{1}&y_{1}=[y_{1}]&&[y_{0},y_{1},y_{2}]&\\&&[y_{1},y_{2}]&&[y_{0},y_{1},y_{2},y_{3}]\\x_{2}&y_{2}=[y_{2}]&&[y_{1},y_{2},y_{3}]&\\&&[y_{2},y_{3}]&&\\x_{3}&y_{3}=[y_{3}]&&&\\\end{matrix}}}
Dans le cas où les abscisses sont en progression arithmétique, les différences divisées sont reliées aux différences finies, définies par
{\displaystyle \Delta _{h}^{0}[f]=f\quad {\text{et}}\quad \triangle _{h}^{n+1}[f](x)=\triangle _{h}^{n}[f](x+h)-\triangle _{h}^{n}[f](x)},
par la relation (immédiate par récurrence) :
{\displaystyle f[x,x+h,\ldots ,x+nh]={\frac {1}{n!h^{n}}}\triangle _{h}^{n}[f](x)}.

## Application
Les différences divisées interviennent dans la formulation du théorème d'interpolation de Newton, qui donne une expression particulière du polynôme d'interpolation de Lagrange, permettant par exemple de démontrer que toute fonction polynomiale est égale à sa série de Newton.